# Commugny
Commugny es una comuna suiza del cantón de Vaud, situada en el distrito de Nyon. Limita al norte con las comunas de Chavannes-de-Bogis y Founex, al este con Coppet, al sur con Tannay y Chavannes-des-Bois, y al oeste con Divonne-les-Bains (FR-01) y Grilly (FR-01).
La comuna hizo parte hasta el 31 de diciembre de 2007 del círculo de Coppet.